# Maison Matis
La maison Matis est un immeuble situé actuellement au no 52 (ou no 256), rue Amédée-Fengarol, à l'angle de la rue Bossant à Basse-Terre dans le département de la Guadeloupe en France. Construite vers 1770, elle constitue l'un des plus anciens bâtiments de la ville et de l'île. Elle a été inscrite aux monuments historiques en 2008.

## Historique
La Maison Matis aurait été construite avant 1769, sur les fondations d’une précédente bâtisse antérieure à 1688, comme le suggèrent les plans Payen et Plumier de 1686 et 1688. Des éléments indiqueraient que la construction de la Maison Matis remonterait à 1750, en faisant l'un des plus anciens bâtiments, encore intacts, de Basse-Terre et de Guadeloupe. Le choix du lieu de construction est probablement lié à la proximité d'une des principales cales de la ville et à la place d'Armes qui faisait face. La présence de la « ravine des Jésuites » (bouchée et canalisée entre 1768 et 1769) permettait un accès facile à l'eau et expliquerait l'implantation choisie pour ce bâtiment.
À la fin du XVIIIe siècle, la bâtisse appartient à Joseph Dujarric de Lagarde, médecin du roi, né en 1729 à Montignac dans le Périgord, également propriétaire à cette époque de trois fours à chaux sur le rivage sous le vieux fort. À sa mort en 1795, la maison est transmise à son fils naturel, Jean-Baptiste de Lagarde, mulâtre marié à Élisabeth Corbet, métisse et sœur de Noël Corbet, compagnon d’armes du colonel Louis Delgrès. En juin 1822, lors de la succession de Jean-Baptiste de Lagarde, mort en 1810, l’immeuble est partagé entre son fils Guillaume et sa fille Marie Joseph Joséphine qui hérite de la moitié Est (actuelle Maison Matis).
Au XVIIIe siècle et XIXe siècle, le mauvais entretien des maisons (associé aux dégradations par les insectes xylophages) est une constante à Basse-Terre dans toutes les classes de la société coloniale. Les cyclones ravageurs de 1825 et 1865 détruisent la moitié de la ville de Basse-Terre et endommagent sévèrement la partie Ouest et Nord de l’immeuble. Seule la partie Est, dite Maison Matis, conserve son étage. Après plusieurs réparations suivies de ventes et reventes, la maison est mise en adjudication et devient le 13 juillet 1871 la propriété de Hyacinthe Matis[réf. nécessaire] qui donnera son nom à la bâtisse et la transmet à son fils Léon Matis. Lors du cyclone de 1928, la Maison Matis sert de refuge aux habitants de la ville de Basse Terre.
Le 13 octobre 2008, la maison Matis est inscrite au titre des monuments historiques,. En 2011-2012, elle est restaurée avec l’aide de la Direction des affaires culturelles de la Guadeloupe pour remettre en valeur les façades d’origine et reconstruire l'ancienne galerie en bois qui longeait la façade Nord.

## Architecture
À l'origine, le bâtiment était deux fois plus long que l’actuelle Maison Matis et probablement composé de quatre bâtisses mitoyennes comme tend à le démontrer la différence des alléges moulurées des baies encore en place. Historiquement, ce type de maisons mitoyennes étaient souvent destinées à la location pour les militaires ou les fonctionnaires en poste à Basse-Terre. Dans sa totalité, la maison était constituée d’une longue bâtisse en dur sur un étage, avec de simples pièces en enfilade. Le long de sa façade Nord courait une galerie haute et basse en bois qui probablement permettait aussi l’accès aux différentes pièces de l'étage. Ces galeries, parfois ouvertes comme celle de la maison Coquille, protégeaient les façades des rayons du soleil et des pluies fréquentes et violentes.
Sa façade Sud, percées de douze travées, donnait sur l’axe historique de l’ancienne cale de fer (actuellement la rue Bossant). Elle faisait face à l’ancienne place des Armes sur laquelle furent implantés les Magasins du Roi. Ces travées sont formées de baies en arc segmentaire typiques du XVIIIe et début XIXe siècles pour les maisons en maçonnerie de Basse-Terre. Les appuis saillants des baies de l'étage sont ornés de moulures double en quart-de-rond. Le nombre important des ouvertures et leur taille permettaient de se préserver de la chaleur en favorisant la circulation de l'air entre les façades. De nos jours, à Basse-Terre, rares sont les maisons bourgeoises du XVIIIe siècle à plus de cinq travées : en 2006, seules subsistent la maison Nemausat, au no 48 de la rue du Docteur-Pitat, et la maison Matis.
Avant l'utilisation de la tôle, introduite en Guadeloupe dans les années 1830, la toiture était recouverte d’essentes, qui sont des planchettes de bois tenant lieu de tuiles. Deux lucarnes par pan de toit, de dimension modeste, favorisent l'aération et l'éclairage des combles qui faisaient, autrefois, office de chambres ou de lieu de stockage de marchandises. Comme le reste de la toiture, ces lucarnes étaient alors recouvertes d'essentes puis plus tard de tôles. 
Après les destructions par le cyclone de 1825, la maison Matis est composée en 1865 de deux espaces distincts : l’ancienne maison en maçonnerie tournée vers la Cale de Fer (rue Bossant), percée de six travées avec des baies en arc segmentaire du XVIIIe siècle, qui abrite quatre pièces au rez-de-chaussée et sept pièces à l’étage ; un grand appentis en bois adossé à la façade Nord, tourné vers la cour intérieure et la Grande-Rue (rue Amédée-Fengarol) qui abrite une grande pièce au rez-de-chaussée et six pièces à l’étage. Le cyclone du 6 septembre 1865 éprouvera une fois de plus cette construction.

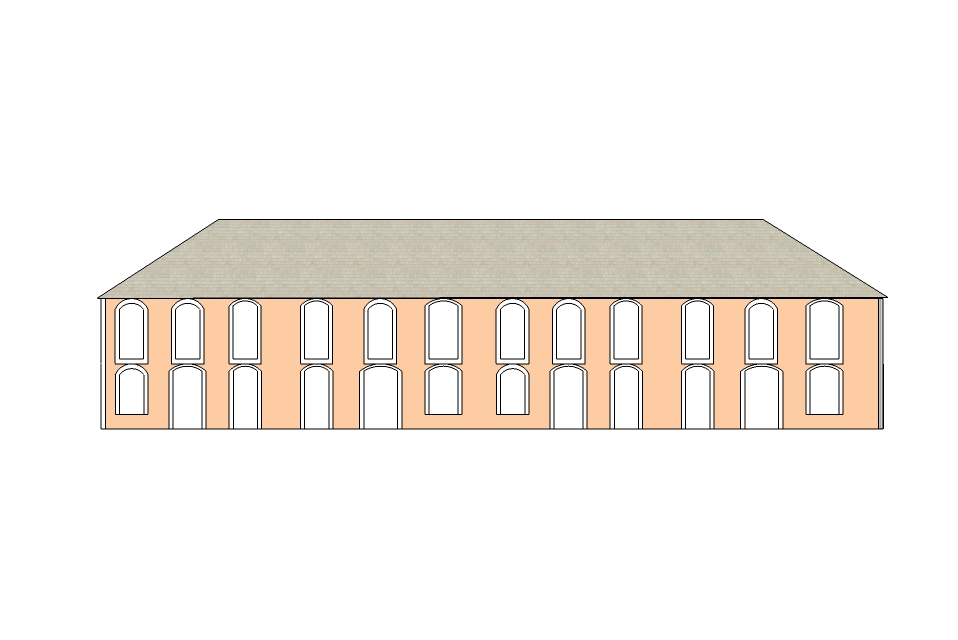
Hypothèse sur la façade sud avant 1825.
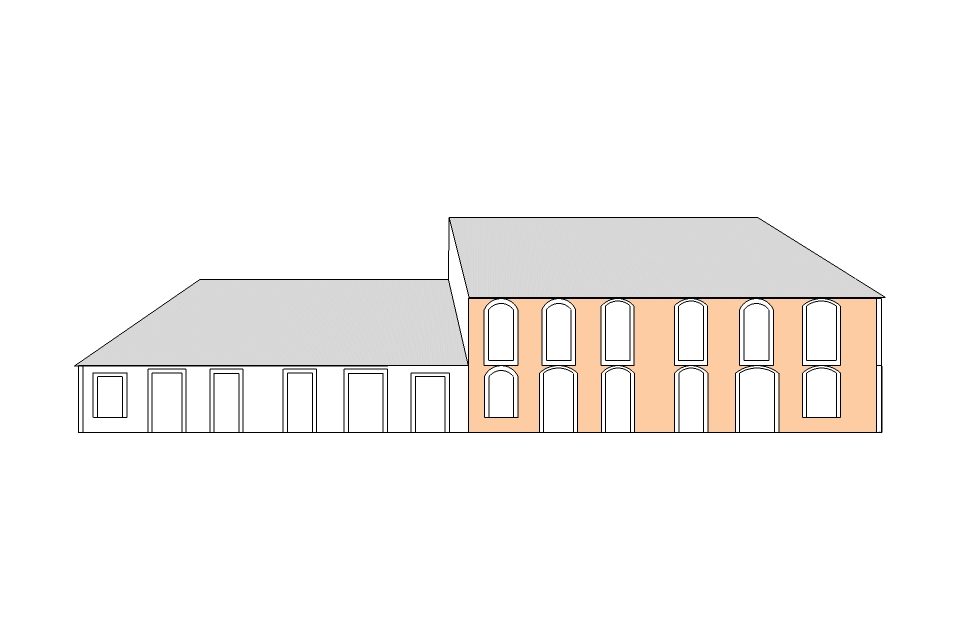
Hypothèse sur la façade sud après 1825.
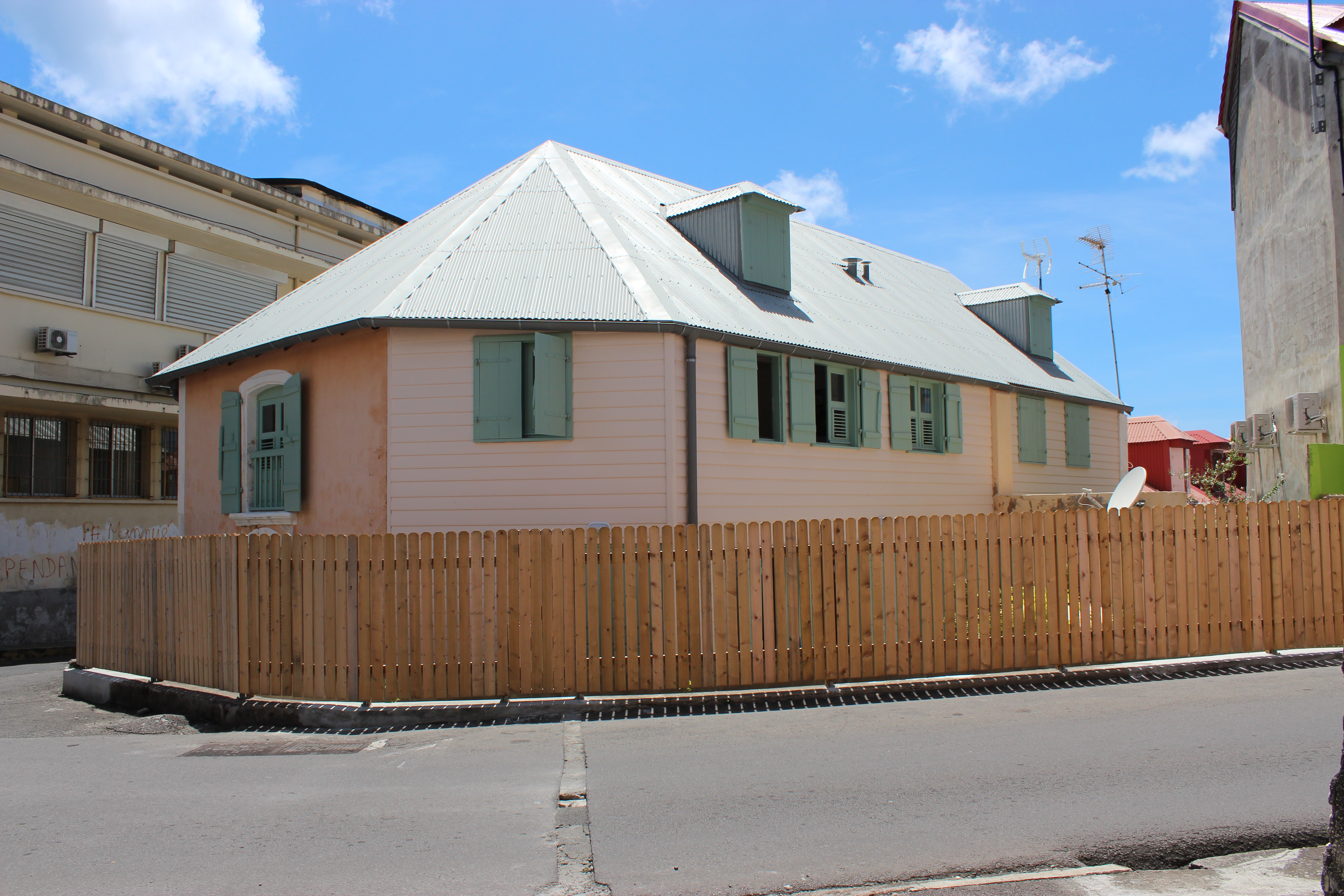
Arrière de la maison avec la nouvelle galerie en bois.